# 鳥取市立散岐小学校
鳥取市立散岐小学校（とっとりしりつ さんきしょうがっこう）は、鳥取県鳥取市河原町佐貫にある公立小学校。

## 沿革
- 1873年（明治6年） - 散岐小学・水根（宇戸）小学創立。[1]
- 1874年（明治7年）6月 - 和奈見に支校設置。
- 1875年（明治8年）9月 - 下土居支校設置。
- 1876年（明治9年）6月 - 釜口支校設置。
- 1879年（明治12年）7月 - 宇戸小学校を水根小学校と改称、釜口支校を分離。
- 1881年（明治14年）8月 - 水根小学校を水根分校と改称。
- 1885年（明治18年） - 水根分校を水根簡易小学校と改称。
- 1887年（明治20年） - 水根簡易小学校を水根小学校と改称。
- 1890年（明治23年） - 和奈見支校を本校と統合して佐貫尋常小学校と改称、水根小学校を宇戸尋常小学校と改称。
- 1901年（明治34年） - 下土居支校が独立し西山小学校となる。
- 1908年（明治41年）4月1日 - 佐貫尋常小学校を佐貫尋常高等小学校と改称。
- 1911年（明治44年）4月1日 - 西山小学校を統合。
- 1911年（大正6年）4月1日 - 宇戸尋常小学校を廃止、宇戸分教場となる。
- 1912年（大正7年） - 散岐尋常高等小学校と改称。
- 1941年（昭和16年）4月1日 - 国民学校令により散岐国民学校と改称。
- 1947年（昭和22年）4月1日 - 学制改革により散岐村立散岐小学校と改称。
- 1955年（昭和30年）3月28日 - 八頭郡西郷・八上・散岐・国英村と河原町が合併し、河原町立散岐小学校と改称。
- 1960年（昭和35年）4月 - 釜口小学校を統合。
- 1961年（昭和36年）4月 - 宇戸分校を廃止。
- 2004年（平成16年）11月1日 - 八頭郡河原町が鳥取市に編入され、鳥取市立散岐小学校と改称。

## 通学区域
- 鳥取市河原町
  - 小倉、佐貫、曳田の一部、水根、山上、八日町、和奈見

## 進学先中学校
- 鳥取市立河原中学校

## 交通アクセス
- 鳥取駅バスターミナル：日ノ丸バス用瀬・智頭線（路線番号：91・91H・93・93H・94）「河原口」バス停乗り換え、日ノ丸バス・鳥取市南部支線バス散岐線・和奈見線（路線番号：K2）「佐貫」バス停下車。